# Emmerich I av Ungern
Emmerich I av Ungern, född 1174, död 1204, var regent över Ungern från 1196 fram till sin död.
Han var son till Bela III av Ungern och kröntes medan hans far fortfarande var kung. Bela dog 1196, och Emmerich blev därmed kung. Snart började han dock strida med sin bror Andreas om tronen. Under hans regentstid gick Zadar förlorat till Republiken Venedig.

## Galleri

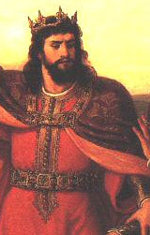
Emmerich I.